# 篠崎紀夫
篠崎 紀夫（しのざき のりお、1969年10月24日 - ）は、千葉県出身のプロゴルファー。

## 来歴
千葉経済高校時代まではサッカー部で活躍するが、在学中に父親の勧めで始めたゴルフにハマって、卒業後から本格的にゴルフを始める。
父親が公務員の家にゴルフを持ち込んだのは母で、平気で100以上を叩く父を横目に70、80台で回っていた。
小学4年から始めたサッカーは高校卒業まで没頭し、レギュラーメンバーとして活躍。優れた運動神経と野生の勘に恵まれていた篠崎のポジションはゴールキーパーで、シュートコースを巧みに、素早く押さえ込むことでゴールを守り切っていた。その実力は、大学から特待生での推薦入学の誘いを受けるほどであり、体育教師を目指しながら大学サッカーでの活躍を夢見ていたものの、願書を提出して、なぜかふるい落とされた。
「とにかく働いて稼がなくては」と篠崎が選んだ新たな進路が、趣味で楽しんでいたゴルフで生業を立てることであった。
ショートコースを併設している練習場・北谷津ゴルフガーデンに練習生として入り、ほぼ独学ながら練習を重ねて、4年でプロテストに合格。
1992年のプロ転向後は結果を残せない年が続き、レッスン活動などもこなし、所属する北谷津ゴルフガーデンで1994年から開始した「千葉晃のジュニアゴルフミーティング」では第1期生の池田勇太・市原弘大を指導。
練習場の給料とレッスン業で食いつなぐ日々であったが、2002年の結婚後は遠征費ばかりか、生活費もいよいよ底をつき、妻が「いつか旅行に行こう」と言って貯めていた「500円玉貯金」まで手をつけた時期もあった。
2006年までの生涯獲得賞金の総額は約1600万円と目立たぬ存在であったが、QTで3位になって臨んだ2007年のANAオープンでは1打差3位で迎えた最終日に69をマークしてチャワリット・プラポール（タイ王国）、今野康晴とのプレーオフへ持ち込む。5ホールに及んだ激闘を制し、プロ16年目にして初優勝と初シードを同時に掴み取った。
背中痛が悪化した2010年は治療に専念し、休養期間中も落ち着かずに思い切ってコースに出たが、フルスイングをするのが怖くなり、痛々しい様子に「頼むから、もうやめてくれ」と、周囲に止められた。ゴルフは出来ても7ラウンドほどで精一杯であり、トレーニングすら一切出来なかった。空いた時間は北谷津ゴルフガーデンでライフワークのジュニアレッスンに当てたが、じっと椅子に座ったままであった。
2011年に復帰し、東海クラシックでは難コースで2日間通算5アンダーの4位タイに浮上。7番、15番で計測中のドライビングディスタンスでは、初日に平均300.50ヤードを記録して、これまでトップ10に入ったこともなかったランクで5位に入る。
2011年は賞金ランク89位に終わったが、2012年のとおとうみ浜松オープンでは3日目に若手に負けじとバーディ合戦に加わり、67で回って5位タイに浮上。16番から連続ボギーを打ったが最後の18番はバーディ締めに、この日同じ組で回った教え子の池田が「さすが!」と声をかけた。
関西オープンでは練習日から連日の猛暑で、初日には日傘をさして涼しげに、6つのバーディを奪った。前半は15番で12mの長いバーディが決まる幸運もあり、特に大きなピンチもなく、ノーボギーの65で上がってきた。3日目は雷雲接近で約3時間の競技中断があったが、再開後は日傘を雨傘に持ち替えて、悠然とコースに戻ると、残していた上がりの2ホールは18番で奥から2.5mのバーディチャンスを沈めた。最終日には前半は3つのバーディで懸命に首位を追いかけたが、難しい11番で3パットのボギーを打った後は足踏み状態となり、池田との最終組で踏ん張って3位タイに入った。
2012年には見事にシードに返り咲くが、2013年はドライバーショットから始まった不振がアイアンショットに飛び火し、初秋の頃には100ヤード未満からでなければ、グリーンをキャッチ出来なかった。ピーク時には100ヤード以内から打ってもまだ30ヤードも残っているという惨状に、まずスイングを立て直すので精一杯であった。思い切ってクラブを全て前年までのものに戻すと、今までが嘘のように落ち着く。
三井住友VISA太平洋マスターズでは初日の4番で前触れもなく、ティショットを思い切り左に曲げたが、慣れていたため動揺せず、ボギーはその1つにとどめて回り切る。最後の18番では持ち球のフェードボールが唸り、残り248ヤードの2打目はクリークで下の段から駆け上がり、右の真上に50cmについて楽々のイーグル締めを決め、首位スタートとなる。
1年を通しては思うような成績が残せず、再びシードを失ってしまい、2014年はチャレンジが主戦場となる。
2019年10月にシニアツアーデビューを果たし、2020年3月にはシニアツアー最終予選会をトップ通過。
2020年のマルハンカップでは通算9アンダー・首位でホールアウトした塚田好宣と共にプレーオフへ突入し、1ホール目をパーとして塚田を破り、シニア2年目で嬉しいツアー初優勝を果たした。
2021年にはノジマチャンピオンカップで通算10アンダーで伊澤利光・宮瀬博文と並んでプレーオフを行い、1ホール目をパーとした篠崎に軍配が上がった。
新規大会「ISPS ハンダグレートに楽しく面白いシニア」では首位と1打差で出た最終日に1イーグル・7バーディ・1ボギーの64をマークし、通算15アンダーで逆転し、2勝目を果たした。
福岡シニアオープンでは最終日、前日絶好調であったパットが僅か外れてもノーボギーで、一時は細川和彦に並ばれたが、17番で3個目のバーディーを決めて再び単独首位に立って逃げ切った。通算10アンダー、134で2週連続優勝と3勝目を挙げる。
いわさき白露シニアでは小山内護と共に5位タイに入って賞金196万円を加算し、今季通算獲得額を3408万1521円として、自身初の賞金王タイトルを獲得。
2022年は全英シニアオープンに出場するなど経験を積んだが、国内では得意のアイアンの調子が上がらず、スタッツ的には10～20位台に位置するなど前年とあまり変わらなかったが、賞金ランクも34位とシード権ラインに届かなかった優勝。
2022年の日本プロを最後にレギュラーツアーから引退し、2023年にはアイドマMCカップシニアで64をマークし宮瀬・加瀬秀樹に1打差付けて優勝。
2023年には日本初となるヒッコリーゴルフのPGA公認競技「PGAヒッコリーゴルフトーナメント TAIHEIYO CLUB CUP 2023」に出場し、通算イーブンパーで初代チャンピオンに輝き、優勝賞金50万円を獲得。
2024年にはホームコースの北谷津ゴルフガーデンで行われた「第1回レジェンドカップゴルフトーナメント」を3アンダー（9ホールを2周）で優勝。

## 主な優勝
レギュラー
- 2007年 - ANAオープン
- 2009年 - 千葉オープン

シニア
- 2020年 - マルハンカップ太平洋クラブシニア
- 2021年 - ノジマチャンピオンカップ箱根シニア、ISPS HANDA グレートに楽しく面白いシニア、福岡シニアオープン
- 2023年 - アイドマMCカップシニア